# 绿色地狱
《绿色地狱》是一款由Creepy Jar制作，2019年发行的生存类电子游戏。游戏在Windows、任天堂Switch、PlayStation 4及Xbox One上发行，背景设定于亞馬遜雨林。